# Los Cerros de San Juan
Los Cerros de San Juan es una localidad uruguaya ubicada en el departamento de Colonia.

## Ubicación
Se encuentra cerca del río San Juan, a 8 kilómetros antes de su desembocadura en el Río de la Plata y está unos 32 kilómetros al noroeste de Colonia del Sacramento, la capital departamental.